# Мартин, Сергей Дмитриевич
Серге́й Дми́триевич Ма́ртин (родился 1 августа 1951, Сталинск) — бывший глава администрации Новокузнецка.

## Биография
Родился в семье рабочих-строителей.
В 1973 году окончил строительный факультет Сибирского металлургического института после чего работал на стройке мастером.
С 1977 года — заведующий отделом коммунального хозяйства Центрального райисполкома.
С 1988 года — первый секретарь Центрального райкома КПСС, спустя два года стал председателем Совета народных депутатов Новокузнецка.
1990—1995 — первый заместитель главы администрации города.
С лета 1995 года до февраля 1996 года — и. о. главы администрации города.
С 18 апреля 1997 года был избран Главой города, и работал в этой должности до апреля 2010 года.  На выборах в 1997 победил С.Мартин. За него проголосовали более 89 тысяч избирателей, то есть почти 24% избирателей. Вторым стал депутат Госдумы РФ Виктор Медиков. Он получил 13,63% голосов (51 тысяча избирателей). В прессе прозвучало, что В.Медикова интересует пост не мэра Новокузнецка, а губернатора Кузбасса. На третьем месте — Николай Медянцев — 6,1% (22 тысячи голосов).  Был переизбран в 2001 и в 2006.
Являлся членом КПСС, НДР, Единой России.

## Отставка
В начале апреля 2010 года, по инициативе губернатора Амана Тулеева, Мартин подал в отставку, которую приняли депутаты Городского совета.
Инициатива губернатора связана с фактами коррупции в ближайшем окружении Мартина. В сентябре 2009 года Аман Тулеев распорядился провести проверку деятельности жилищно-коммунальной «Новокузнецкой управляющей компании» (НУК), совладельцами которой являются Максим Мартин — сын главы города и Евгений Демин — сын Владимира Демина, начальника отдела развития новых форм управления в ЖКХ. В ходе проверки были выявлены грубейшие нарушения. По решению акционеров ОАО «НУК» было принято решение провести служебную проверку, результатом которой было выявление многочисленных фактов злостного злоупотребления служебным положением среди руководства компании.
В ходе проверки Генеральной Прокуратурой РФ было выявлено, что Сергей Мартин, достоверно зная о ситуации в «Новокузнецкой управляющей компании», не принял меры к урегулированию проблемы. Общая сумма хищений из городского бюджета составила порядка 90 миллионов рублей.
В середине декабря 2010 года в отношении Сергея Мартина возбуждено уголовное дело по ч.3 ст.285 УК РФ (злоупотребление должностными полномочиями, повлекшие тяжкие последствия).
5 апреля 2011 года Сергей Мартин был объявлен в розыск из-за неоднократных неявок к следователю в период с 30 марта по 5 апреля 2011.
5 июня 2015 в суде города Прокопьевска был оглашен приговор .

## Награды
- Орден Почёта
- Орден «Доблесть Кузбасса» (2006 год) — за большой вклад в социально-экономическое развитие города[12]
- медали «За особый вклад в развитие Кузбасса» II и III степеней (лишён 5 декабря 2012 года)[13]

## Семья
Женат, воспитывает двоих детей и четырёх внуков.